# Idioma colima
El colima es una lengua indígena extinta hablada hasta el siglo XIX en la orilla derecha del río Magdalena y sobre los ríos Negro y Pacho, en el departamento colombiano de Cundinamarca.

## Clasificación
La lengua se conoce por al menos dos listas de vocabulario que contienen menos de una cincuentena de palabras en total. Si bien esos datos no permiten clasificar la lengua con seguridad, unos cuantos de los términos evidencian parentesco con las lenguas caribes y similitudes con el idioma muzo, otra lengua de difícil clasificación de la misma región. Sin embargo, algunos expertos consideran que no hay datos suficientes para clasificar estas lenguas.

### Vocabulario
En los vocabularios recogidos por Juan Suárez de Cepeda podemos encontrar, entre otras las siguientes palabras:
- Amtor: armadillo.
- Amonca: pantano
- Apavi: casa grande.
- Api: abuela
- Are: Dios, primer hombre creador.
- Aro: yuca.
- Arpa: pepita, almendra.
- Ático: paja.
- Az: ardiente
- Aza: río Magdalena.
- Buco: blanco.
- Cachipay: chontaduro (Bactris gasipaes).
- Capacapí: jagua (Genipa sp.).
- Caparra: lodozo
- Caqui: grande
- Carma: guagua, guartinaja
- Cora: mohán.
- Corque: sarna.
- Cuacua: comején.
- Cuco: mico.
- Chicuacha: caracoles pequeños.
- Chin: niebla.
- Maquipa: demonio.
- Marie: hormiga
- Miz: batata.
- Muzocay: codorniz.
- Nama: guayaba.
- Namayanzo: felino negro que caza gallinas.
- Namaychicho: puma, león pardo.
- Namaypera: tigrillo inofensivo.
- Namaytaza: tigre grande, jaguar.
- Nauras: indios yariguíes.
- Neme: betún.
- Nicua: sal.
- Ñipas: mercaderes chibchas.
- Nunca: fique, pita.
- Pam: danta
- Papa: padre
- Pata: árbol de aguacate.
- Pauna: caracol.
- Paayme: alto.
- Pin: salto de agua.
- Sabo: paujil (ave)
- Sara: médico
- Sarbi: helécho.
- Satim: perico ligero.
- Saure: hueso de pescado.
- Sapapi: zarigüeya.
- Seip: venado rojo pequeño.
- Suri: guamo.
- Tateoca: árbol de trementina.
- Tapa: piedra.
- Toma: puerco cano, saíno.
- Toro: redondo
- Tucurvi: perdiz.
- Tutum: ardilla.
- Utut: oso.
- Vica: mujer
- Yaco: candela.
- Ybacapi: hoja roja comestible.
- Yuca: oso hormiguero.
- Yvi: varón
- Yacota: jobo (fruta).
- Yoma: papa.